# Telendos
Telendos (em grego:  Τέλενδος) é uma pequena ilha do arquipélago do Dodecaneso, Grécia, no sul do mar Egeu. Telendos tem 8,5 km2 e situa-se a cerca de 1 km a oeste de Calímnos. Tinha 54 habitantes em 2001. É uma das ilhas dependentes de Calímnos, entre as quais Pserimos, Palí, Kalolimnos, Kyriaki e Imia.
Administrativamente depende de Calímnos.
A ilha é aproximadamente semicircular e consiste numa única e íngreme montanha. O único terreno plano fica na parte sul da ilha, onde fica a única localidade. A ilha é livre de automóveis. Telendos já esteve numa ilha conjunta com Calímnos, tendo-se separado no século VI a.C. após uma série de sismo.